# Saut en longueur féminin aux Jeux olympiques d'été de 1956
Pour un article plus général, voir Athlétisme aux Jeux olympiques d'été de 1956.
Navigation
Helsinki 1952 Rome 1960
L'épreuve du saut en longueur féminin aux Jeux olympiques d'été de 1956 s'est déroulée le 27 novembre 1956 au Melbourne Cricket Ground de Melbourne, en Australie. Elle est remportée par la Polonaise Elżbieta Krzesińska.

## Résultats

### Finale
| Rang               | Athlète              | Pays                       | Marque | Essais | Essais | Essais | Essais | Essais | Essais | Notes |
| Rang               | Athlète              | Pays                       | Marque | 1      | 2      | 3      | 4      | 5      | 6      | Notes |
| ------------------ | -------------------- | -------------------------- | ------ | ------ | ------ | ------ | ------ | ------ | ------ | ----- |
| Médaille d'or      | Elżbieta Krzesińska  | Pologne                    | 6,35   | 6,20   | 6,35   | x      | x      | 6,02   | x      | OR    |
| Médaille d'argent  | Willye White         | États-Unis                 | 6,09   | 5,96   | 5,91   | 6,06   | 5,95   | 5,96   | 6,09   |       |
| Médaille de bronze | Nadezhda Dvalishvili | Union soviétique           | 6,07   | 6,00   | 5,81   | x      | 5,91   | 6,07   | 5,98   |       |
| 4                  | Erika Fisch          | Équipe unifiée d’Allemagne | 5,89   | 5,89   | 5,62   | 5,75   | 5,63   | 5,49   | x      |       |
| 5                  | Marthe Lambert       | France                     | 5,88   | 5,88   | 5,80   | 5,78   | x      | 4,35   | 5,77   |       |
| 6                  | Valentina Shaprunova | Union soviétique           | 5,85   | 5,85   | 5,69   | 5,61   | 5,52   | 5,82   | 5,76   |       |
| 7                  | Beverly Weigel       | Nouvelle-Zélande           | 5,85   | 5,85   | 5,66   | 5,68   |        |        |        |       |
| 8                  | Nancy Borwick        | Australie                  | 5,82   | 5,71   | 5,82   | 5,47   |        |        |        |       |
| 9                  | Maria Kusion         | Pologne                    | 5,79   | 5,74   | 5,72   | 5,79   |        |        |        |       |
| 10                 | Helga Hoffmann       | Équipe unifiée d’Allemagne | 5,73   | 5,73   | 5,70   | 5,58   |        |        |        |       |
| 11                 | Olga Gyarmati        | Hongrie                    | 5,66   | 5,66   | 5,45   | 5,63   |        |        |        |       |
| 12                 | Genowefa Minicka     | Pologne                    | 5,64   | x      | 5,64   | 5,62   |        |        |        |       |